# Primarias del Partido Republicano de 2008 en Oklahoma
Las primarias republicanas, 2008 fueron el 5 de febrero, con 41 delegados en juego. Las primarias fueron cerradas o sea que sólo los republicanos registrados pudieron votar en esta elección. La primaria fue en el Super Martes en el mismo día que otros 23 estados.

## Resultados
| Candidato            | Votes   | Porcentajes | Delegados |
| -------------------- | ------- | ----------- | --------- |
| John McCain          | 122,748 | 36.64%      | 32        |
| Mike Huckabee        | 111,865 | 33.39%      | 6         |
| Mitt Romney          | 83,018  | 24.78%      | 0         |
| Ron Paul             | 11,179  | 3.34%       | 0         |
| Rudy Giuliani        | 2,412   | 0.72%       | 0         |
| Fred Thompson        | 1,924   | 0.57%       | 0         |
| Alan Keyes           | 817     | 0.24%       | 0         |
| Jerry R. Curry       | 387     | 0.12%       | 0         |
| Duncan Hunter        | 317     | 0.09%       | 0         |
| Tom Tancredo         | 189     | 0.06%       | 0         |
| Daniel Ayers Gilbert | 124     | 0.04%       | 0         |
| Total                | 334,980 | 100%        | 38        |